# William FitzWilliam (1er comte de Southampton)
Pour les articles homonymes, voir William FitzWilliam.
William FitzWilliam, 1er comte de Southampton, (c.1490, Aldwark, North Riding of Yorkshire - 15 octobre 1542, Newcastle upon Tyne), courtisan et soldat anglais, est le troisième fils de Thomas FitzWilliam d'Aldwark et de Lucy Neville, fille de John Neville (1er marquis Montagu).

## Biographie
Le père de FitzWilliam est mort quand il est dans sa petite enfance, et sa mère se remarie avec Anthony Browne Sr. de sorte que FitzWilliam est le demi-frère d'Anthony Browne (mort en 1548) (en). Probablement en raison de cette connexion, il est choisi comme compagnon d'Henry Tudor, prince de Galles (futur roi Henri VIII d'Angleterre) et grandit à ses côtés. Après le couronnement du roi Henri en 1509, il est nommé gentilhomme huissier et échanson du roi, et monte progressivement à la cour. Il commence sa carrière militaire en mer, servant sous le marquis de Dorset en 1512, et Edward Howard dans la deuxième attaque désastreuse sur Brest. Contrairement à son commandant, il échappe à la débâcle, mais est grièvement blessé par un carreau d'arbalète. Il se rétablit suffisamment à temps pour accompagner le roi Henri VIII en France en tant qu'écuyer du corps, et est fait chevalier le 25 septembre 1513, le lendemain de la prise de Tournai. En novembre, il épouse Mabel Clifford, fille d'Henry Clifford (10e baron de Clifford) (en), mais le mariage reste sans enfant.
William FitzWilliam se distingue en tant que commandant de la marine, diplomate et ministre du gouvernement. Une grande partie de son temps en tant que vice-amiral (1513-1525) et amiral est consacrée à maintenir la Manche à l'abri des pirates, et il est félicité par le cardinal Wolsey pour son initiative dans ses actions contre les Français. En mai 1522, l'Angleterre déclare la guerre à la France. Le comte de Surrey prévoit d'attaquer Le Havre en juin et Morlaix le 1er juillet, mais échoue en grande partie en raison de difficultés pratiques. Fitzwilliam est nommé vice-amiral, donc lorsque le comte de Surrey abandonne le siège de Brest, il est laissé en poste pour bloquer le port. La marine anglaise patrouille les côtes bretonnes pendant les trois mois suivants, mais est incapable de remporter une victoire décisive avec leurs alliés espagnols. Au cours de l'automne, la campagne de patrouille maritime est abandonnée avec peu de résultats .
En tant qu'ambassadeur à la cour de France vers 1521, FitzWilliam s'attire les faveurs du cardinal Wolsey, montrant qu'il est apte à occuper une fonction plus élevée. Néanmoins, les missions ultérieures échouent : l'obsession du roi Henri pour son divorce avec sa femme, la reine Catherine d'Aragon, laisse à ses ambassadeurs peu de place pour une autre initiative.
William Fitzwilliam est nommé trésorier de la maison en 1525, un poste qui lui donne un siège d'office au Conseil privé. Il est nommé capitaine de Guines en 1524 et maintient un lien avec Calais pour le reste de sa vie, étant en grande partie responsable de l'Acte de Calais de 1536. Il joue également un rôle important dans le désamorçage des troubles religieux à Calais à la fin des années 1530. Il est député du Surrey de 1529 jusqu'à son élévation à la pairie en tant que comte de Southampton en 1537.
FitzWilliam est « exécuteur » pour le roi Henri VIII lors de la chute des épouses du roi, Anne Boleyn et Catherine Howard, le Pèlerinage de Grâce et la conspiration d'Exeter. En 1539, en tant qu'amiral, il transporte la future quatrième épouse du roi Henri, Anne de Clèves, de Calais, et lors de sa première rencontre, écrit des lettres dans sa louange au roi, "considérant qu'il n'était alors pas temps de la déshonorer, ... l'affaire étant jusqu'ici résolue .
À l'automne 1538, Guillaume et l'évêque d'Ely vont interroger Margaret Pole, comtesse de Salisbury. William retient ensuite Margaret Pole comme prisonnière jusqu'en mai 1539.
À partir de 1540, William FitzWilliam est un Lord du sceau privé compétent jusqu'à sa mort en 1542, mais il ne réussit pas à remédier aux graves défauts structurels du duché de Lancastre et de l'administration de l'Amirauté, probablement parce qu'avec plusieurs postes, il est surchargé de travail - une faute grave dans le système Tudor. En tant que magnat régional, il élimine les conflits entre factions dans le Surrey. Le comte de Southampton est nommé lieutenant et capitaine général dans le nord en 1542, pour commander une expédition en Écosse, mais c'est un homme malade qui doit être transporté à Newcastle upon Tyne dans une litière. Néanmoins, il meurt en octobre seulement trois jours après son arrivée là-bas. FitzWilliam est apparemment enterré à Newcastle, car bien que sous sa volonté, une chapelle devait être construite pour sa tombe à l'église paroissiale de Midhurst, dans le Sussex, aucune tombe n'y a été érigée. N'ayant aucune descendance légitime, sa pairie s'éteint. À sa mort, Cowdray House, achetée à l'origine par FitzWilliam à Sir Henry Owen en 1529, passe à son demi-frère cadet, Anthony Browne.